# Amynodes distigmata
Amynodes distigmata là một loài bướm đêm trong họ Noctuidae.